# Kuto Panji
Kuto Panji is een bestuurslaag in het regentschap Bangka van de provincie Bangka-Belitung, Indonesië. Kuto Panji telt 12.061 inwoners (volkstelling 2010).